# Gustave Colin
Pour les articles homonymes, voir Colin.
Gustave Colin, né le 2 avril 1814 à Pontarlier (Doubs) et mort le 12 novembre 1880 dans la même ville, est un homme politique français.

## Biographie
Avocat, puis juge de paix à Morteau et à Pontarlier, il devient en 1871 conseiller général du canton de Pontarlier. Il est député du Doubs de 1876 à 1880, siégeant au centre-gauche. Il est l'un des 363 qui refusent la confiance au gouvernement de Broglie, le 16 mai 1877. 

## Sources
- « Gustave Colin », dans Adolphe Robert et Gaston Cougny, Dictionnaire des parlementaires français, Edgar Bourloton, 1889-1891 [détail de l’édition]
- « Gustave Colin », dans le Dictionnaire des parlementaires français (1889-1940), sous la direction de Jean Jolly, PUF, 1960 [détail de l’édition]